# Gare de Huizingen
Cet article possède un paronyme, voir Gare de Buizingen.
La gare de Huizingen est une gare ferroviaire belge de la ligne 26, de Schaerbeek à Hal, située à Huizingen, section de la commune de Beersel dans la province du Brabant flamand en région flamande. 
Elle est mise en service en 1973 par la Société nationale des chemins de fer belges (SNCB).
C'est une halte voyageurs de la SNCB desservie par des trains Suburbains (S).

## Situation ferroviaire
Établie à environ 32 mètres d'altitude, la gare de Huizingen est située au point kilométrique (PK) 25,300 de la ligne 26, de Schaerbeek à Hal, entre les gares de Beersel et de Hal.

## Histoire
La halte de Huizingen est mise en service le 26 mai 1973 par la Société nationale des chemins de fer belges (SNCB) pour améliorer la desserte de la banlieue de Bruxelles.

## Service des voyageurs

### Accueil
Halte SNCB, c'est un point d'arrêt non géré (PANG) à accès libre. Elle est équipée d'un automate pour l'achat de titres de transport.

### Desserte
Huizingen est desservie, toutes les heures, par des trains Suburbains (S) des relations suivantes, :
- deux trains de la ligne S5 : Malines - Vilvorde - Evere - Schuman - Etterbeek - Hal - (Enghien) - (Grammont) ;
- un train de la ligne S7 : Vilvorde - Evere - Delta - Merode - Arcades - Hal ;
  - le matin, un des trains S5 est scindé à Grammont et les deux moitiés continuent vers Denderleeuw en tant que train P (direct) et S6 (à arrêts fréquents).

Les week-ends et jours fériés, la desserte est restreinte à un train S5 (Malines - Hal) chaque heure dans chaque sens.

### Intermodalité
À proximité, l'arrêt Huizingen Oudstrijders est desservi par le bus 810 de la compagnie De Lijn.

## Comptage voyageurs
Ce graphique et tableau montre le nombre de voyageurs embarquant en moyenne durant la semaine, le samedi et le dimanche.
| Nombre de passagers qui embarquent à la gare de Huizingen | Nombre de passagers qui embarquent à la gare de Huizingen | Nombre de passagers qui embarquent à la gare de Huizingen | Nombre de passagers qui embarquent à la gare de Huizingen |
|                                                           | Semaine                                                   | Samedi                                                    | Dimanche                                                  |
| --------------------------------------------------------- | --------------------------------------------------------- | --------------------------------------------------------- | --------------------------------------------------------- |
| 1977                                                      | 113                                                       | -                                                         | -                                                         |
| 1978                                                      | 131                                                       | -                                                         | -                                                         |
| 1979                                                      | 131                                                       | -                                                         | -                                                         |
| 1980                                                      | 151                                                       | -                                                         | -                                                         |
| 1981                                                      | 158                                                       | -                                                         | -                                                         |
| 1982                                                      | 167                                                       | -                                                         | -                                                         |
| 1983                                                      | 166                                                       | -                                                         | -                                                         |
| 1984                                                      | 124                                                       | -                                                         | -                                                         |
| 1985                                                      | 136                                                       | -                                                         | -                                                         |
| 1986                                                      | 102                                                       | -                                                         | -                                                         |
| 1987                                                      | 92                                                        | -                                                         | -                                                         |
| 1988                                                      | 108                                                       | -                                                         | -                                                         |
| 1989                                                      | 142                                                       | -                                                         | -                                                         |
| 1990                                                      | 157                                                       | -                                                         | -                                                         |
| 1991                                                      | 128                                                       | -                                                         | -                                                         |
| 1992                                                      | 181                                                       | -                                                         | -                                                         |
| 1993                                                      | 136                                                       | -                                                         | -                                                         |
| 1994                                                      | 549                                                       | -                                                         | -                                                         |
| 1995                                                      | 573                                                       | -                                                         | -                                                         |
| 1996                                                      | 694                                                       | -                                                         | -                                                         |
| 1997                                                      | 784                                                       | -                                                         | -                                                         |
| 1998                                                      | 975                                                       | -                                                         | -                                                         |
| 1999                                                      | 299                                                       | -                                                         | -                                                         |
| 2000                                                      | 300                                                       | -                                                         | -                                                         |
| 2001                                                      | 308                                                       | -                                                         | -                                                         |
| 2002                                                      | 289                                                       | -                                                         | -                                                         |
| 2003                                                      | 275                                                       | -                                                         | -                                                         |
| 2004                                                      | 283                                                       | -                                                         | -                                                         |
| 2005                                                      | 351                                                       | -                                                         | -                                                         |
| 2006                                                      | 334                                                       | -                                                         | -                                                         |
| 2007                                                      | 353                                                       | -                                                         | -                                                         |
| 2008                                                      | -                                                         | -                                                         | -                                                         |
| 2009                                                      | 305                                                       | -                                                         | -                                                         |
| 2010                                                      | -                                                         | -                                                         | -                                                         |
| 2011                                                      | -                                                         | -                                                         | -                                                         |
| 2012                                                      | 300                                                       | -                                                         | -                                                         |
| 2013                                                      | 298                                                       | -                                                         | -                                                         |
| 2014                                                      | 302                                                       | -                                                         | -                                                         |
| 2015                                                      | 307                                                       | -                                                         | -                                                         |
| 2016                                                      | 246                                                       | -                                                         | -                                                         |
| 2017                                                      | 291                                                       | -                                                         | -                                                         |
| 2018                                                      | 318                                                       | 39                                                        | 22                                                        |
| 2019                                                      | 227                                                       | -                                                         | -                                                         |
| 2020                                                      | 246                                                       | 29                                                        | 25                                                        |
| 2021                                                      | -                                                         | -                                                         | -                                                         |
| 2022                                                      | 331                                                       | 73                                                        | 59                                                        |
| 2023                                                      | 273                                                       | 62                                                        | 54                                                        |
| 2024                                                      | 334                                                       | -                                                         | -                                                         |